# Теорія справедливості (книга)
Теорія справедливості (англ. A Theory of Justice) — книга Джона Ролза в області політичної філософії і етики. Уперше вона була опублікована в 1971 році і надалі виходила в нових редакціях у 1975 (для перекладних видань) і 1999 роках. У Теорії справедливості Ролз намагається розв'язати проблему розподільчої справедливості — соціально справедливого розподілу благ в суспільстві, використовуючи варіант відомої концепції Суспільного договору. Результат теорії відомий як Справедливість як Чесність, з чого Ролз виводить два принципи справедливості — принцип свободи і принцип диференціації .

## Мета
У своїй книзі Теорія справедливості Ролз приводить аргументи на користь принципового співвідношення Свободи і Рівності. Головною думкою роботи автора є врахування обставини справедливості (під впливом Девіда Юма), а також справедливого вибору ситуації для обох сторін, що перебувають у цих обставинах, що перекликається з деякими поглядами Іммануїла Канта. Принципи справедливості потрібні для того, щоб спрямовувати поведінку сторін. Причому ці сторони визнаються такими, що мають помірну нестачу та не є від природи ні альтруїстами, ні суто егоїстами. У цих сторін є цілі, яких вони прагнуть досягнути, але прагнуть робити це через співпрацю з іншими на взаємовигідних умовах. Ролз пропонує модель ситуації чесного вибору «вихідна позиція» з її покривом невідання, в межах якої сторони гіпотетично вибрали б взаємоприйнятні принципи справедливості. Ролз вважає, що за таких обмежень сторони знайшли б обстоювані ним принципи справедливості особливо привабливими, оскільки вони виграють перед різноманітними альтернативами, включаючи утилітаристські і право-лібертаріанскі.

## «Вихідна позиція»
Ролз — прибічник теорії суспільного договору. Проте Ролзове розуміння суспільного договору відрізняється від поглядів попередників. Ролз розвиває те, що він сам називає принципами справедливості за допомогою використання штучного поняття — теоретичної фікції — «вихідна позиція», в якій кожен визначає принципи справедливості з-під покриву невідання. Ця «завіса» позбавляє людей якої б то не було інформації про них самих і таким чином вони не в змозі застосувати принципи з вигодою для себе:
«…ніхто не знає свого місця в суспільстві, свого класового становища або соціального статусу; нікому невідома своя доля в розподілі благ і можливостей, своїх розумових здібностей, сили і тому подібного. Я навіть припущу, що сторони не знають своїх концепцій правильного або своїх особливих психологічних схильностей. Принципи справедливості обираються з-під покриву невідання».
Згідно з Ролзом, незнання цих деталей про себе самих приведе до принципів, які будуть справедливими для усіх. Якщо індивід не знає, чого він досягне у створеному ним же самим суспільстві, тоді, швидше за все, він не дасть привілеїв жодному класу людей, а швидше за все, розробить схему справедливості, яка була б справедливою для усіх. Зокрема, Ролз стверджує, що люди у вихідній позиції оберуть стратегію «максимін» (з теорії ігор, maximin; або ще мінімакс), яка максимізує користь для найменш забезпечених.
«Це ті принципи, які прийматимуться раціональними і вільними особами, занепокоєними просуванням власних інтересів, у вихідній позиції рівності як визначення основних умов їхньої асоціації.» (Ролз, с.11)
Ролз стверджує, що сторони у вихідній позиції приймуть два такі принципи, які надалі керуватимуть розподілом прав і обов'язків і регулюватимуть розподіл соціальних та економічних переваг через суспільство. Принцип диференціації допускає нерівності в розподілі благ, тільки якщо ці нерівності приносять користь менш успішним членам суспільства. Ролз вважає, що цей принцип буде раціональним вибором для сторін у вихідній позиції з таких причин: у кожного члена суспільства є рівні претензії на блага цього суспільства. Природні ознаки не повинні позначатися на цих претензіях, таким чином, основним правом будь-якого індивіда, перш ніж подальші фактори будуть взяті до уваги, має бути рівна частка в матеріальному достатку. Що тоді може виправдати нерівний розподіл? Роулз стверджує, що нерівність прийнятна, тільки якщо це до вигоди тих, хто найменш успішний.
Угода, яка походить від вихідної позиції є одночасно і гіпотетичною , і антиісторичною . Гіпотетичною в тому сенсі, що принципи, які з цього виводяться, є такими, що можуть бути узгоджені, за певних легітимуючи умов, а не такими, що вже узгоджені. Роулз прагне використати аргумент, що принцип справедливості — це те, що було б погоджено, якби люди були в гіпотетичній ситуації вихідної позиції і що такі принципи в результаті цього одержують моральну значущість. Це антиісторично в тому сенсі, що не передбачається, що угода коли-небудь мала місце, або дійсно може колись мати місце, з'являючись у реальному світі поза межами ретельно обмежених експериментальних вправ.

## Два принципи справедливості

### Перший принцип справедливості
«Насамперед: кожна людина повинна мати рівне право на найбільшу основну свободу, сумісну з подібною свободою для інших».
Основні свободи громадян — політична свобода обирати і бути обраним, свобода слова і зборів, свобода совісті, свобода особистої власності і свободу від свавільного арешту. Проте він говорить: «Свободи, що поза цим переліком, наприклад, право володіти певними видами власності (наприклад, засобами виробництва) і свобода контрактів в розумінні доктрини невтручання laissez-faire, не є основними; і таким чином, вони не захищені пріоритетом першого принципу»."

### Другий принцип справедливості
Соціально-економічні нерівності мають бути влаштовані так, щоб (Rawls, 1971, p.302; revised edition, p.47): (a) вони приносили найбільшу вигоду для найменш успішних членів суспільства, відповідно до принципу справедливого заощадження (принцип диференціювання).
(b) посади мали бути відкритими для усіх на умовах справедливої рівності можливостей .
У (а) Ролз стверджує, що відхилення від рівності щодо переліку того, що він називає основними благами — "речами, які людина розумна хоче, незважаючи на решту потреб " [Ролз, 1971, с. 92] — виправдані тільки у тій мірі, в якій вони сприяють тим, хто є найменш успішним у цьому розподілі порівняно з попереднім, рівним, розподілом. Його позиція є принаймні в певному сенсі егалітариською, з тезою, що рівність не має досягатися шляхом погіршення становища найменш успішних. Важливим висновком, однак, тут є те, що нерівності фактично можуть бути справедливими, з точки зору Ролза, поки вони вигідні найменш успішним. Його аргумент на користь цієї тези спирається великою мірою на твердження, що моральні довільні чинники (наприклад, сім'я, в якій індивід народжується) не повинні визначати життєві можливості. Ролз також наголошує, що людина морально не заслуговує на свої природні таланти; таким чином вона не має право на всі переваги, які вона могла б отримати від них; отже, принаймні один з критеріїв, які могли б забезпечити альтернативу рівності в оцінці розподільчої справедливості, відсутній.
Умова в (b) лексично передує відповідній умові в (a). Справедлива рівність можливостей вимагає не просто, щоб посади та позиції розподілялися на основі заслуг, а щоб всі мали обґрунтовану можливість набути навичок, на основі яких можна досягти заслуг. Можна вважати, що ця умова і навіть перший принцип справедливості можуть вимагати більшої рівності, ніж принцип диференціації, тому що великі соціально-економічні нерівності, навіть коли вони до вигоди найменш успішних, матимуть тенденцію серйозно підривати цінність політичних свобод і будь-яких заходів, спрямованих на забезпечення справедливої рівності можливостей.

## Зв'язок з більш пізніми роботами Ролза
Початковий варіант Теорії справедливості був важливою, але дискусійною і сильно критикованою роботою з політичної філософії. Хоча Ролз ніколи не відступав від основного аргументу Теорії справедливості, він істотно змінив свою теорію в подальших роботах — таких, як Justice as Fairness: A Restatement (2001), в якій він роз'яснив і перебудував велику частину аргументів Теорії справедливості .

## Критика
У 1974 р. колега Ролза в Гарварді, Роберт Нозик, опублікував роботу на захист лібертаріанської справедливості [Anarchy, State, and Utopia ] . Інший колега по Гарварду, Майкл Уолцер, написав роботу на підтримку комунітаристської політичної філософії Spheres of Justice , — за результатами семінару з Р. Нозиком. Близькою за напрямком критики стала робота Майкла Сендела, також колеги по Гарварду, Liberalism and the Limits of Justice , у якій він піддав Ролза критиці за те, що він пропонує розмірковувати про справедливість у відриві від цінностей і прагнень, які визначають, хто ми є як люди, і які дозволяють нам визначити, чим є справедливість.
Роберт Пол Вольфф написав Understanding Rawls: A Critique and Reconstruction of A Theory of Justice , де піддав критиці Ролза з марксистських позицій, відразу після публікації Теорії справедливості . Вольфф стверджує в цій роботі, що теорія Ролза це виправдання для status quo в тій мірі, в якій вона конструює справедливість на основі існуючої практики і виключає можливість того, що можуть бути проблеми несправедливості, вбудовані в капіталістичні суспільні відносини, приватну власність або ринкову економіку.
Феміністичні критики Ролза, такі як Сьюзен Моллер Окін , , переважно наголошують на тому, що Ролз слабо враховує несправедливості та ієрархії, вбудовані в сімейні відносини. Ролз стверджував, що справедливість має бути звернена лише до «базової структури суспільства». Феміністки, які гуртуються довкола теми «особисте є політичним», притягують Ролза до відповіді за неврахування несправедливостей, знайдених в патріархальних соціальних відносинах і гендерному розподілі праці, особливо в домашньому господарстві.
Припущення про вихідну позицію і, зокрема, обґрунтування на основі поняття максимін, також піддані критиці (передусім такими дослідниками, як Кеннет Ерроу , і Джон Гарсен), в тому аспекті, що Ролзів вибір параметрів вихідної позиції є орієнтованим на результат, тобто розраховані на те, щоб вивести два принципи, які Ролз бажав обґрунтувати, та/або, як зазначають критики договірної теорії, індивіди у сформульованій Ролзом вихідній позиції насправді не оберуть принципи, які захищає Теорія справедливості. У відповідь Ролз підкреслив роль вихідної позиції як схеми пояснення, що дає сенс ідеї ситуації справедливого вибору вільних і рівних громадян. Ролз також підкреслив відносно скромну роль, яку відіграє максимін у його аргументації: це «корисний евристичний емпіричний метод», що надає завісі невідання цікавих особливостей.
Деякі егалітарні критики поставили питання щодо великої уваги Ролза до основних соціальних благ. Наприклад, Амартія Сен (Amartya Sen) стверджував, що ми повинні приділяти увагу не лише розподілу основних благ, але і тому, наскільки ефективно люди в змозі використати ці блага для своїх цілей. У тому ж напрямку Норман Деніелс поставив питання, чому охорона здоров'я не можна розглядати як основне благо,, і у частині своїх подальших робіт він звернувся до цього питання, навівши аргументи на користь розгляду права на охорону здоров'я в рамках підходу Ролза.
Філософ Аллан Блум, студент Лео Штрауса, піддав критиці Ролза за неврахування в теорії справедливості існування Природного права і написав, що Ролз абсолютизує соціальний союз як кінцеву мету.
Інші критичні зауваження щодо теорії Ролза сформульовані філософом Джеральд Коен у серії відомих праць, особливо у If You're An Egalitarian, How Come You're So Rich?  та у більш пізній роботі Rescuing Justice and Equality. Критичні зауваження Коена стосуються відвертого визнання Ролзом нерівності за принципом диференціації, застосування принципу лише до соціальних інститутів і настирливої ідеї використання основних благ як валюти рівності.
Філософ і лауреат Нобелівської премії економіст Амартія Сен критикував і намагався оживити Теорію справедливості у своїй книзі The Idea of Justice у 2009 р.. Він відзначає важливу роль Ролза в оновленні інтересу до ідей про те, що власне є справедливістю, в акцентуванні уваги на справедливості, об'єктивності, рівності можливостей, боротьбі з бідністю та свободі.
Проте Сен у межах своєї загальної критики теорії суспільного договору заявляє, що ідеї про абсолютно справедливий світ не допомагають відшкодувати фактичну існуючу нерівність. Сен звинувачує Ролза в зайвому наголосі на інституціях як гарантах справедливості, що не враховує вплив людської поведінки на здатність інституцій підтримати справедливе суспільство. Сен вважає, що Ролз применшує труднощі забезпечення того, щоб кожен додержувався норм справедливого суспільства.
Сен також вважає помилковою ідею Ролза про те, що є лише один можливий результат рефлективної рівноваги з позицій завіси невідання. Сен вважає, що можуть з'являтися багато в чому конфліктуючі, але справедливі принципи, що підриває багатоетапні процеси, які Ролз розглядає як такі, що ведуть до абсолютно справедливого суспільства.

## Теорія справедливості у масовій культурі
Теорія справедливості стала основою мюзиклу A Theory of Justice: The Musical! , прем'єра якого відбулася в Оксфорді в 2013 р.